# SC-01E
ドコモ タブレット GALAXY Tab 7.7 Plus SC-01E（ドコモ タブレット ギャラクシー タブ ナナテンナナ プラス エスシーゼロイチイー）は、韓国のサムスン電子によって開発されたGalaxy Tab 7.7の日本向けモデルで、NTTドコモの第3.9世代移動通信システム（Xi）と第3世代移動通信システム（FOMA）のデュアルモードに対応した端末であり、ドコモ タブレットのひとつ。製品番号はSGH-N015。

## 概要
Galaxy Tab 7.0 PlusSC-02Dの後継機種だが、今回は通話機能を搭載していない。
ただし海外で発売されているベースモデルでは通話はサムスン独自のソフトウェアにより可能である。
Android端末では最大サイズとなる7.7インチ・WXGAの有機ELディスプレイを搭載しているほか、Galaxy Tabシリーズで初となるワンセグ、GALAXYシリーズでは初となるNOTTVに対応している。バッテリー容量は5100mAh。バッテリーは端末本体に内蔵されており、取り替えるためにはドコモショップに持ち込む必要があり13,020円かかる。
なお、防水性能は備えていないほか、赤外線通信・おサイフケータイには非対応である。

## 主な機能
| 主な対応サービス                                 | 主な対応サービス                         | 主な対応サービス                       | 主な対応サービス                              |
| ------------------------------------------------ | ---------------------------------------- | -------------------------------------- | --------------------------------------------- |
| タッチパネル／加速度センサー                     | Xi／FOMAハイスピード                     | Bluetooth                              | DCMX／おサイフケータイ／赤外線／トルカ        |
| ワンセグ／モバキャス                             | メロディコール                           | テザリング                             | WiFi IEEE802.11a/b/g/n(2.4GHz/5GHz)           |
| GPS                                              | spモード／電話帳バックアップ             | デコメール／デコメ絵文字／デコメアニメ | iチャネル                                     |
| エリアメール／ソフトウェアーアップデート自動更新 | デジタルオーディオプレーヤー(WMA)(MP3他) | GSM／3Gローミング（WORLD WING）        | フルブラウザ／Flash Player                    |
| Google Play／dメニュー／dマーケット              | Gmail／Google Talk／YouTube／Picasa      | バーコードリーダ／名刺リーダ           | ドコモ地図ナビ／Google Maps／ストリートビュー |

## 歴史
- 2012年8月28日 - NTTドコモより正式発表。
- 2012年10月19日 - 先行予約開始。
- 2012年10月25日 - 発売開始[3]。

## アップデート・不具合など
2013年7月2日のアップデート
- ブラウザ起動後、ブラウザ上の文字をコピーしても貼り付けできない場合がある不具合を修正する。
- 「Playブックス」アプリと「Google設定」アプリの追加。
- ビルド番号がIMM76D.SC01EOMALJ3からIMM76D.SC01EOMAMF2になる。